# Kostrzyca (Basse-Silésie)
Pour les articles homonymes, voir Kostrzyca.
Kostrzyca est une localité polonaise de la gmina de Mysłakowice, située dans le powiat de Jelenia Góra en voïvodie de Basse-Silésie.

## Histoire
De 1742 à 1945, Quirl fait partie de l'arrondissement d'Hirschberg-des-Monts-des-Géants dans le district de Liegnitz au sein de la province de Silésie.